# Přírodní rezervace Helskie Wydmy
Přírodní rezervace Helskie Wydmy (Helské duny) je přírodní rezervace na pobřeží Baltského moře, mezi vesnicí Jurata a městem Hel v městské gmině Hel na Helské kose v okrese Puck v Pomořském vojvodství v severním Polsku. Má charakter písečné pouště.

## Popis rezervace
Přírodní rezervace Helskie Wydmy o ploše 108,48 ha byla založena dne 5. prosince 2006 jako povýšení a plošné rozšíření první nižší formy ochrany Użytek ekologiczny Helskie Wydmy, z roku 1999. Celá se nachází v národním parku Nadmorski Park Krajobrazowy. Nárazníkovou zónou rezervace je pobřežní pláž, rezervace má šířku cca 0,38 až 0,48 km a délku cca 2,3 km. Rezervace je tvořena fragmentem dunového mořského pobřeží se souvisejícími dunovou florou, tj. travními porosty, vřesovištěmi a borovicovými lesy bohatými na lišejníky a vzácnými lišejníkovými houbami.

## Další informace
Rezervací vedé naučná stezka Naučná stezka Helskie Wydmy (Ścieżka Edukacyjna Helskie Wydmy) o délce cca 0,5 km.

## Galerie

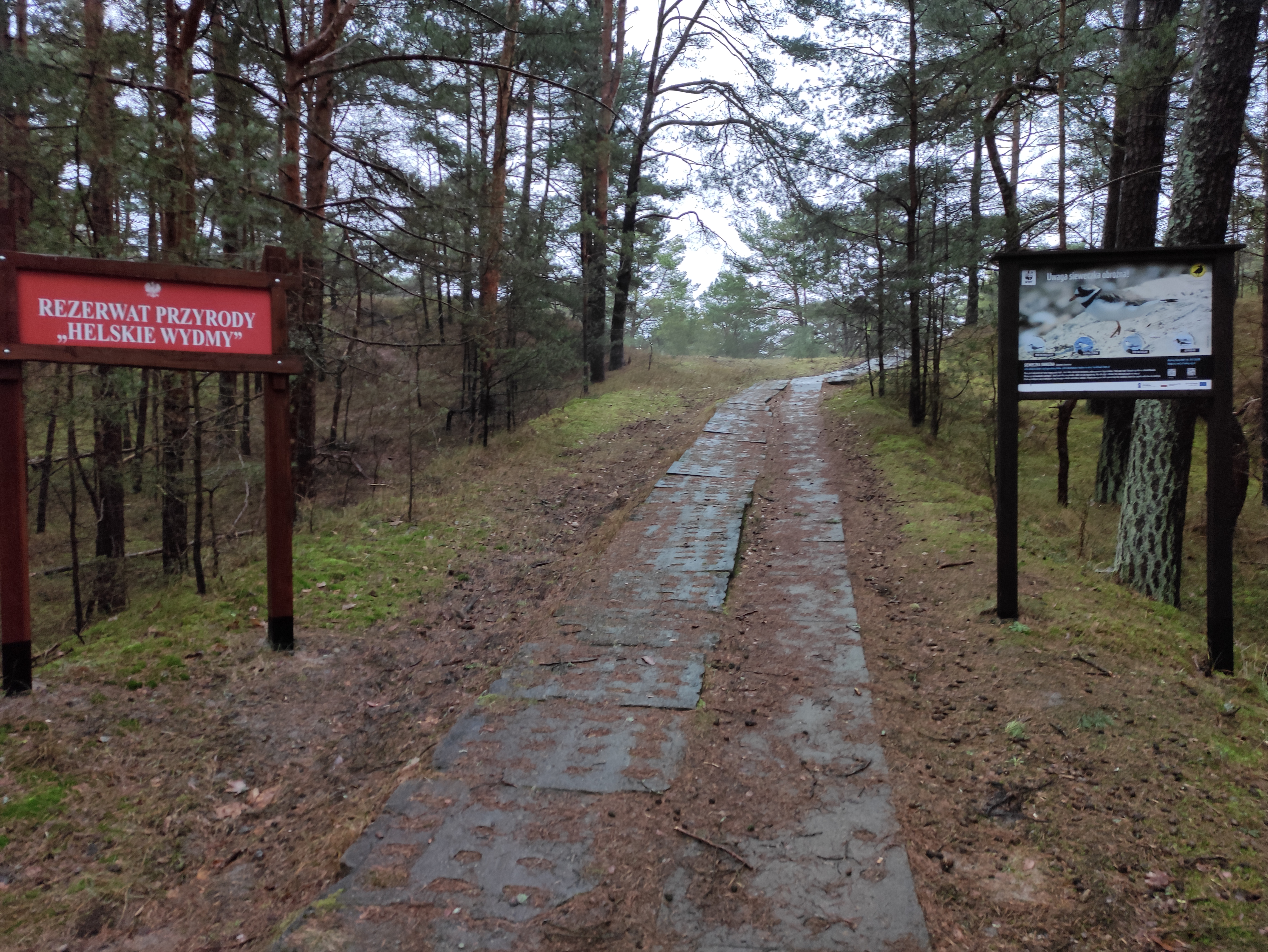
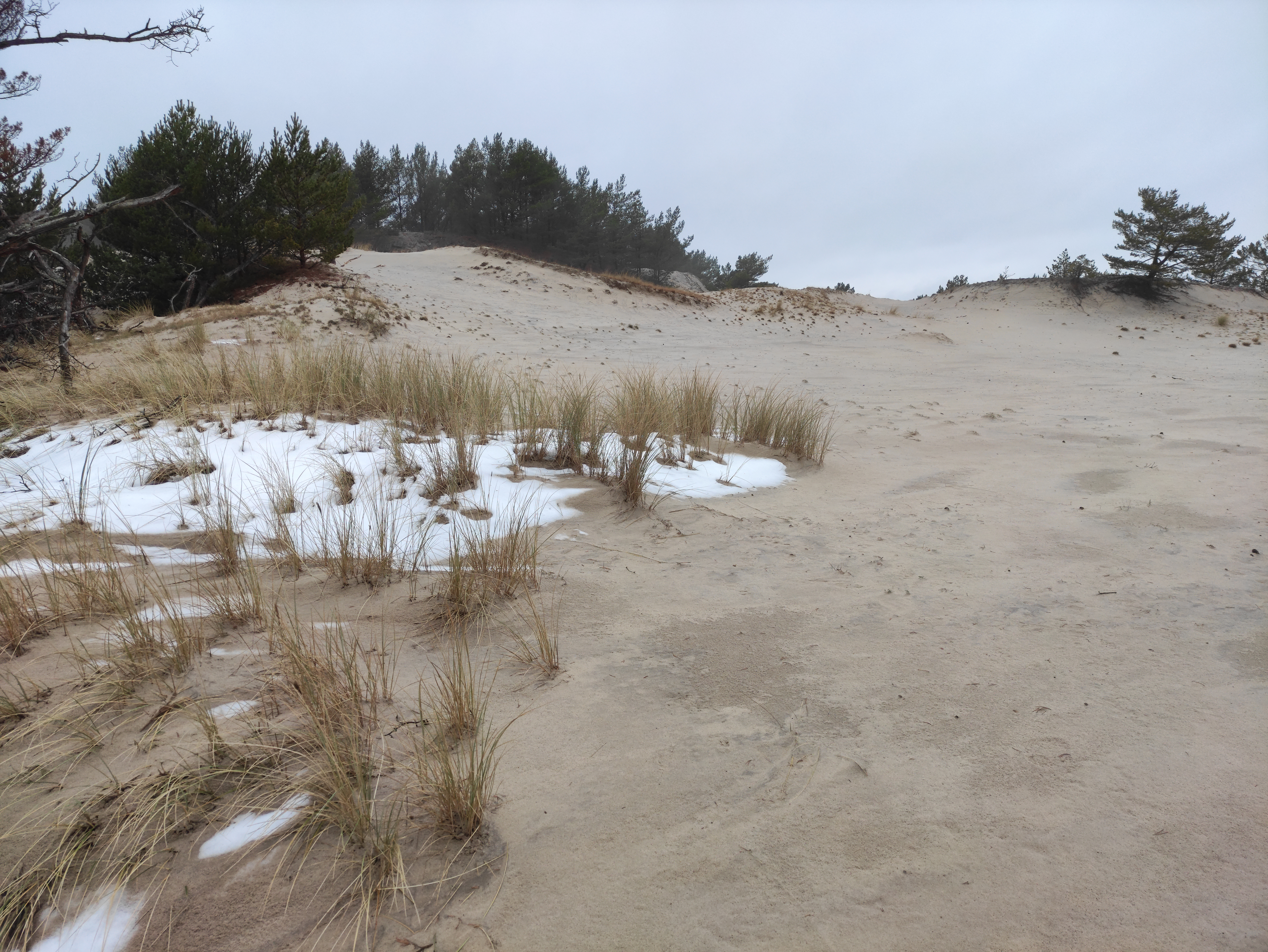
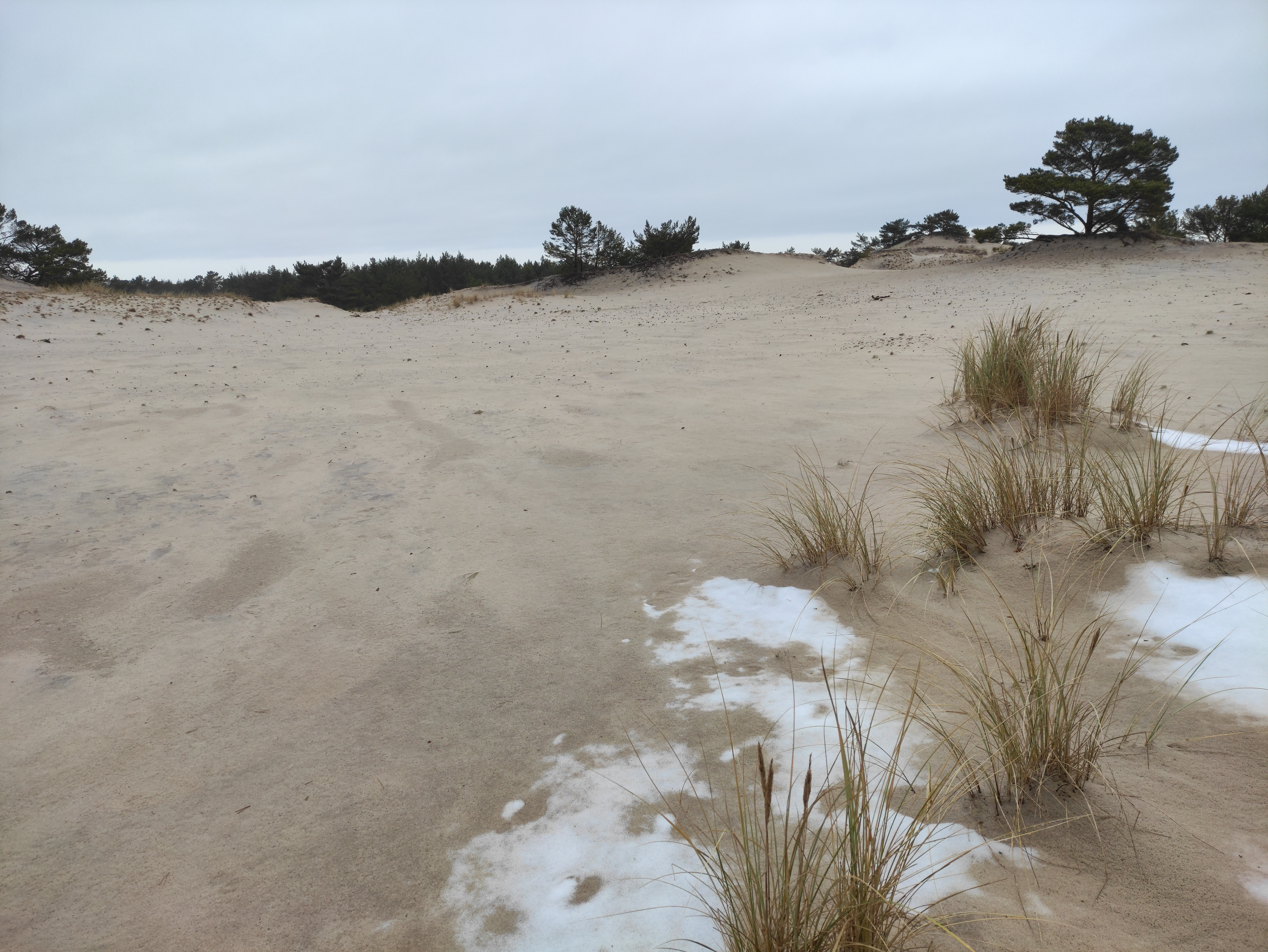
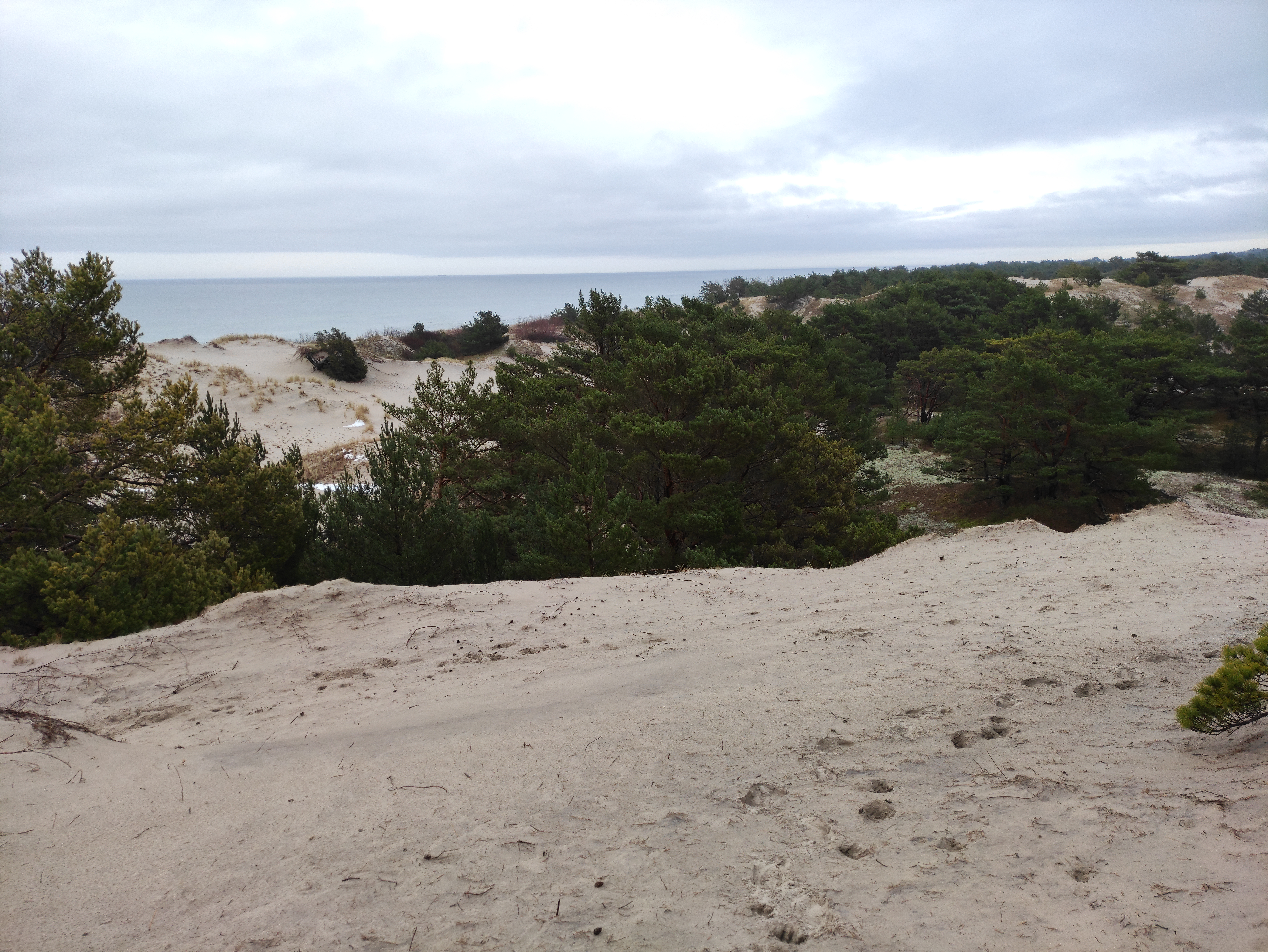
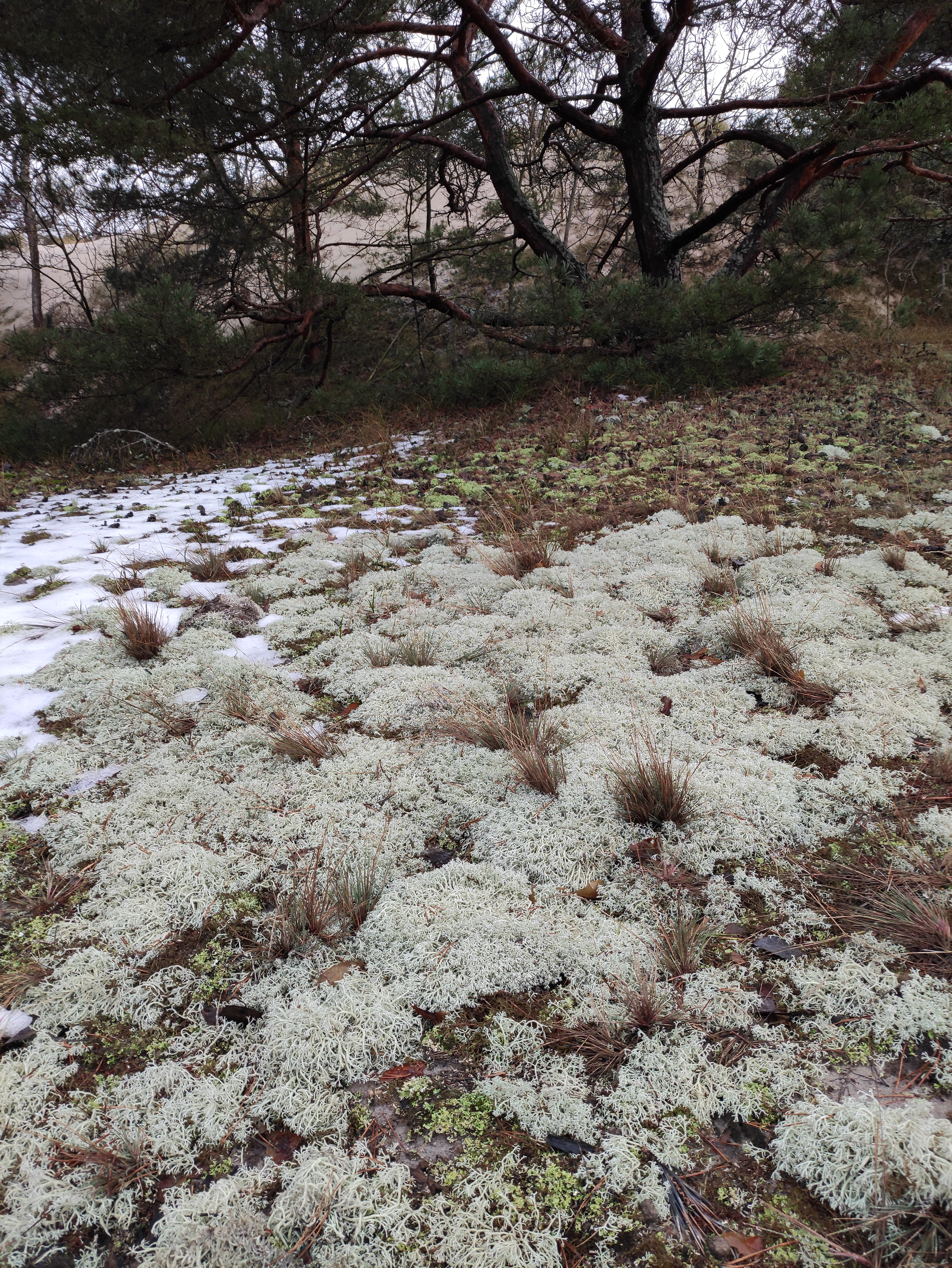
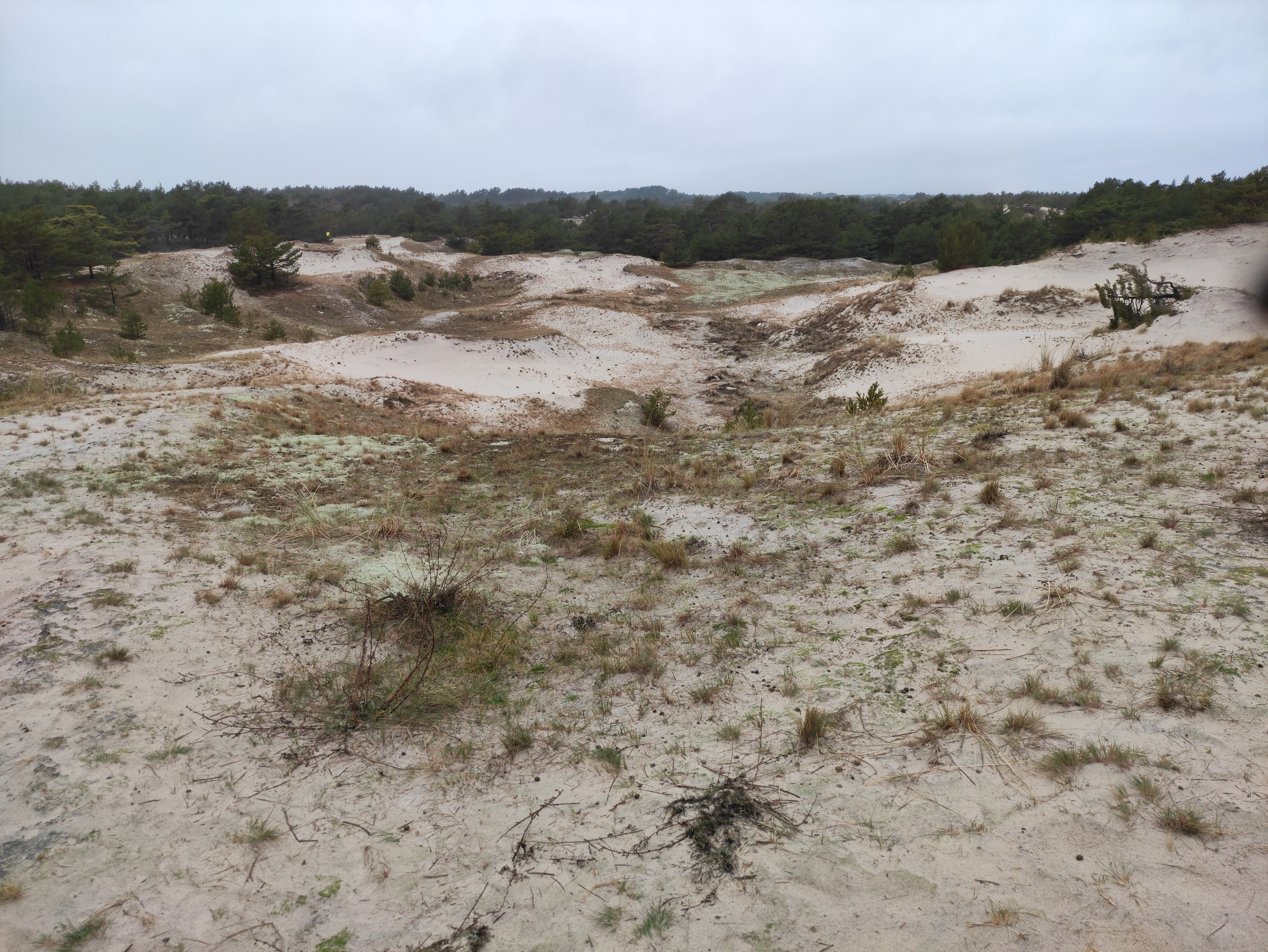
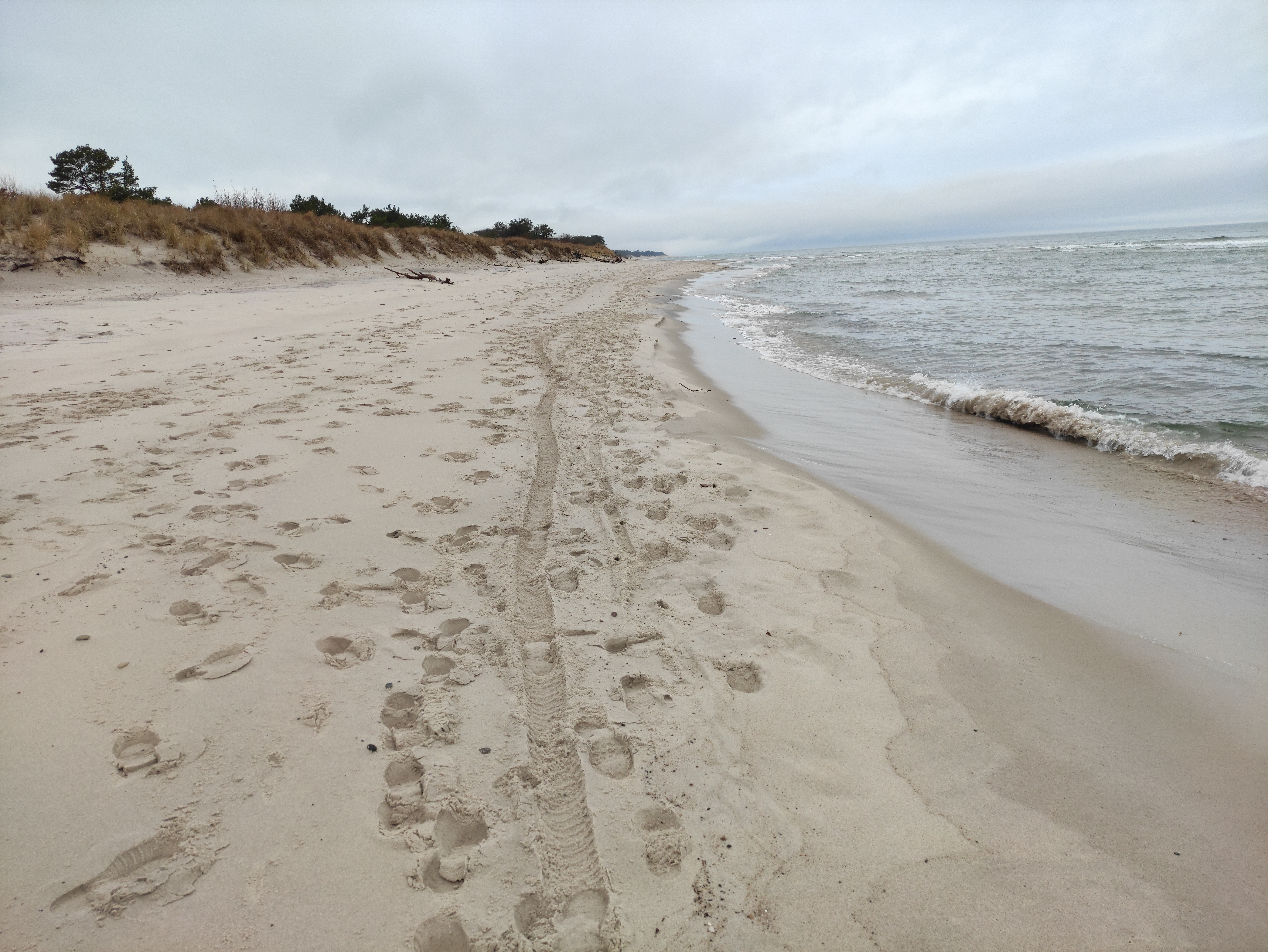